# Edmund Kelter
Eduard Marcellus Edmund Kelter (* 17. August 1867 in Hamburg; † 5. September 1942 ebenda) war ein deutscher Pädagoge und Historiker.

## Leben und Wirken als Pädagoge
Der in Hamburg geborene Kelter besuchte dort die Gelehrtenschule des Johanneums, die er 1886 mit dem Ergänzungsabitur verließ. Danach studierte er klassische Philologie und Geschichte an Universitäten in Berlin, Bonn, Jena und Kiel. 1890 wurde er in Kiel zum Dr. phil. promoviert. Ein Jahr später legte er an dieser Universität das Staatsexamen ab. Somit durfte er Griechisch, Latein und Geschichte in allen Jahrgängen höherer Schulen und Religion in den Eingangsjahrgängen unterrichten. Von 1892 bis 1894 arbeitete er als Probekandidat am Wilhelm-Gymnasium und unterrichtete ab 1893 aushilfsweise an seiner ehemaligen Schule, dem Johanneum.
1895 erhielt Kelter eine Stelle als Oberlehrer an der Realschule vor dem Lübecker Tor. Ein Jahr später ging er zurück zum Wilhelm-Gymnasium, wo er bis 1914 blieb. Hier unterrichtete er nicht nur, sondern verwaltete für mehrere Jahre die Bibliothek mit. 1909 hatte er großen Anteil an der Gründung des Hamburger Gymnasial-Rudervereins und übernahm bis 1914 als Protektor dessen Vorsitz. Von 1910 bis 1914 gehörte er außerordentlich der Kommission an, die Einjährig-Freiwillige prüfte.
Im April 1914 übernahm Kelter die Leitung der neugegründeten Realschule in Winterhude, meldete sich jedoch vier Monate später trotz seines fortgeschrittenen Alters zum Kriegsdienst. Während des Ersten Weltkriegs arbeitete er anfangs in Belgien, darunter als Ortskommandant von Lessines und Antoing. Anfang 1916 ging er aus gesundheitlichen Gründen zurück nach Hamburg. In Altona leitete er bis Kriegsende die Abteilung für die militärische Vorbereitung der Jugend, die dem stellvertretenden Generalkommando des 9. Armeekorps angehörte.
Im Frühjahr 1919 musste Kelter aufgrund revolutionärer Ereignisse von seinem Posten als Schuldirektor zurücktreten. Bei den folgenden Wahlen der Schulleiter, die auf einem neuen Schulgesetz vom 29. April basierten, trat er nicht an. Damit wollte er gegen neuartige demokratische Elemente in der Schulorganisation protestieren. Außerdem misstraute er Kollegen, die die Reformen unterstützten. Da Schulleiter nach dem neuen Gesetz ein Lehrdeputat haben mussten, sah Keller als klassischer Philologe keine Möglichkeit, weiter an Realschulen arbeiten zu können. Daher beantragte er eine Versetzung an die Gelehrtenschule des Johanneums, die im Oktober 1919 bewilligt wurde. In der Zwischenzeit arbeitete er im Museum für Hamburgische Geschichte, wo er sich insbesondere mit einer seinerzeit wiederentdeckten ältesten Elbkarte beschäftigte.
1925 vertrat Kelter den schwer erkrankten Schulleiter des Johanneums, Emil Badstübner, der im Dezember desselben Jahres verstarb. Kelter leitete als vom Kollegium gewählter neuer Schulleiter das Johanneum bis zum Frühjahr 1933. Als Schulleiter versuchte er, Traditionen des Kaiserreichs wie die Feier des Sedantags beizubehalten. Dadurch kam es zu Konflikten mit der demokratisch orientierten Weimarer Republik. Andererseits versuchte er, das humanistische Gymnasium zu erhalten und reformieren. Aus diesem Grund galt er unter traditionellen hamburgischen Bürgern als sehr angesehen. Er organisierte regelmäßige Feiern, Ausstellungen und Sportfeste, mit denen er den Austausch zwischen Schülern, Lehrern und Eltern fördern wollte. Außerdem gründete er den Schulchor. Besondere Wahrnehmung in der Öffentlichkeit erhielt die von Kelter organisierte Feier anlässlich des 400-jährigen Bestehens der Schule.
Im Ruhestand engagierte sich Kelter ab 1933 als Vorsitzender des Vereins ehemaliger Schüler des Johanneums. Ende 1936 übernahm er die Schriftleitung der Vereinszeitung „Das Johanneum“.
Von 1920 bis 1924 hielt Kelter regelmäßig Vorlesungen an der Hansischen Universität in Griechisch und Latein. Im Oktober 1925 gründete er die Hamburger Landessektion des Deutschen Altphilologenverbandes mit und hatte bis 1933 deren Vorsitz inne.

## Wirken als Historiker
Kelter galt als renommierter Historiker, der sich mit der Geschichte von Bildung und Schulen in Hamburg befasste. Dabei beschrieb er in vielen Publikationen die Historie des Johanneums und des Akademischen Gymnasiums und deren Lehrern. Außerdem forschte er zur Hamburger Franzosenzeit. Hierzu verfasste er mehrere Monografien und viele kleine Beiträge. Diese erschienen in der Zeitschrift des Vereins für Hamburgische Geschichte, in den Mitteilungen des Vereins für Hamburgische Geschichte, den Hamburgischen Geschichts- und Heimatblättern und der Vereinszeitschrift des Johanneums.
Außerdem verfasste Kelter zahlreiche Artikel, die in Hamburger Tageszeitungen erschienen und die Geschichte Hamburgs darstellten. Von 1927 bis 1937 gehörte er dem Verein für Hamburgische Geschichte an, für den er mehrfach referierte. Ab 1933 engagierte er sich im Vorstand des naturwissenschaftlich-astronomischen Vereins Urania und amtierte als Schatzmeister in der Hamburger Sektion des Volksbundes für das Deutschtum im Ausland.

## Ehrungen
1911 ehrte der Hamburger Senat Kelter mit einem Professorentitel. Der Gymnasial-Ruderverein machte ihn 1914 zum Ehrenprotektor. Zur 400-Jahr-Feier des Johanneums ernannte ihn die Hamburger Universität 1929 zum Ehrenmitglied, 1933 ebenso der Altherrenverband des Realgymnasiums und der Verein ehemaliger Schüler der Gelehrtenschule.
1950 wurde die Kelterstraße in Wellingsbüttel nach Kelter benannt. Der Gewinner einer seit 1955 jährlich geruderten Regatta zwischen Vereinen des Johanneums und dem Hamburger Gymnasial-Ruderverein erhält als silbernen Pokal den Edmund-Kelter-Preis.